# Terre brûlée (film)
Pour les articles homonymes, voir Terre brûlée.
Pour plus de détails, voir Fiche technique et Distribution.

Terre brûlée (titre original : No Blade of Grass) est un film américain réalisé par Cornel Wilde et sorti en 1970. Il s'agit d'une adaptation du roman The Death of Grass de John Christopher sortie en 1956 .

## Synopsis
Un nouveau et étrange virus qui attaque les plantes apparaît. Il entraîne le monde dans la famine et le chaos. L'architecte John, accompagné de sa famille et de ses amis, s'échappe de Londres dans l'espoir de trouver refuge dans la ferme de son frère. Commence alors un voyage des plus dangereux et éprouvants.

## Fiche technique
- Titre français : Terre brûlée
- Titre original : No Blade of Grass
- Réalisation : Cornel Wilde
- Scénario : Sean Forestal et Cornel Wilde d'après le roman de John Christopher
- Musique : Burnell Whibley
- Dialogue : John Christopher
- Pays d'origine :  États-Unis
- Format : couleur
- Durée : 94 minutes
- Genre : Science-fiction
- Interdit aux moins de 16 ans en France
- Dates de sortie : 
  - États-Unis : 23 octobre 1970
  - France : 12 juin 1974

## Distribution
- Nigel Davenport : John Custance
- Jean Wallace : Ann Custance
- Lynne Frederick : Mary Custance
- John Hamill : Roger Burnham
- Patrick Holt : David Custance
- Ruth Kettlewell : Fat woman
- M.J. Matthews : George
- Michael Percival : l'agent de Police
- Tex Fuller : M. Beaseley
- Simon Merrick : l’interviewer
- Anthony Sharp : Sir Charles Brenner
- George Coulouris : M. Sturdevant
- Anthony May : Pirrie
- Wendy Richard : Clara
- Max Hartnell : le Lieutenant

## Autour du film
- Ce film est le dernier de Jean Wallace.
- Nigel Davenport et Lynne Frederick allaient se retrouver en 1974 dans le film Phase IV réalisé par Saul Bass.